# Corvus fuscicapillus
Corvus fuscicapillus là một loài chim trong họ Corvidae.